# Abraham Rogerius

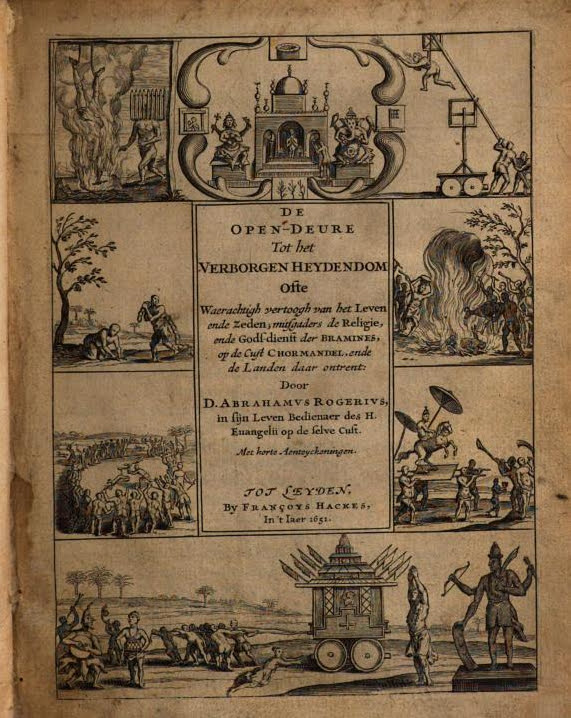
Titelpagina van De Open-Deure (1651)

Abrahamus Rogerius (vermoedelijk Haarlem, ca. 1609 – Gouda, 1649) was een predikant en vertaler en een vroeg beschrijver van het hindoeïsme. Hij was de eerste die een Sanskriet tekst in een Europese taal vertaalde.
Rogerius was een zoon van Abraham Rogiers en, vermoedelijk, Johanna Dieremans. Hij huwde Maria Thijmans uit Woerden waarmee hij als predikant bestemd voor Oost-Indië op 12 september 1630 in Leiden in ondertrouw ging.  Ca. 1636 trouwde hij met Emmerentia Poots die op 12 februari 1651 als weduwe Abrahamis Rogerius trouwde met de chirurgijn Pieter de Bonte. Vermoedelijk waren de Goudse gezusters Lijsbeth, Margarita en Maria Rogerius kinderen van Abrahamis Rogerius
Rogerius was een leerling van Antonius Walaeus. Hij trad als evangelieprediker in dienst bij de Vereenigde Oostindische Compagnie. Na een verblijf in Batavia en Surat, werd hem in 1633 een post in Paliacatte (tegenwoordig Pulicat), een plaats aan de Kust van Coromandel, toegewezen. Hij zou er bijna tien jaar verblijven, voor hij weer naar Batavia werd gezonden. Na een besluit van de Gouverneur-generaal van Nederlands-Indië over het verplaatsingsrecht, waarmee hij het niet eens was, besloot Rogerius in 1647 terug te keren naar Nederland, waar hij zich met zijn vrouw vestigde in Gouda, waar zij was geboren.
Voor onderwijs en kerkdienst in Indië vertaalde Rogerius onder meer enkele berijmde psalmen en catechismusboekjes van Marnix van Sint-Aldegonde naar het Portugees. Ook en vooral zette hij zich tot de studie van het hindoeïsme, waarbij hij zich baseerde op de gesprekken die hij in het Portugees voerde met de brahmaan Padmanabha. Zijn boek De Open-Deure Tot het Verborgen Heydendom Ofte Waerachtigh vertoogh van het Leven ende Zeden, mitsgaders de Religie ende Gods-dienst der Bramines op de Cust Chormandel ende der Landen daar ontrent (1651) werd in het Duits (1663) en Frans (1670) vertaald. Het bestaat uit twee delen en een aanhangsel: het eerste deel beschrijft leven en zeden, het tweede deel geloof en godsdienst der brahmanen, waarop dan volgt een hoofdstuk over het leven van Bhartṛhari en een vertaling van honderd van diens spreuken "over den wegh na den Hemel" (Vairagya-sataka) en honderd spreuken over "den redelijcken ommegangh onder de Menschen" (Niti-sataka). De publicatie was het begin van een traditie van onderzoek naar niet-Europese beschavingsvormen.